# Бельфорте-дель-К'єнті
Бельфорте-дель-К'єнті (італ. Belforte del Chienti) — муніципалітет в Італії, у регіоні Марке,  провінція Мачерата.
Бельфорте-дель-К'єнті розташоване на відстані близько 175 км на північний схід від Рима, 39 км на південь від Анкони, 4 км на південний захід від Мачерати.
Населення — 1870 осіб (2014).
Щорічний фестиваль відбувається 20 травня. Покровитель — Sant'Eustachio.

## Демографія
Населення за роками:

Станом на 1 січня 2023 року в муніципалітеті офіційно проживало 147 іноземців з 28 країн, серед них 41 громадянин країн Євросоюзу та 9 громадян України.

## Сусідні муніципалітети
- Кальдарола
- Кампоротондо-ді-Фьястроне
- Серрапетрона
- Толентіно